# Spirorbis heliciformis
Spirorbis heliciformis är en ringmaskart som beskrevs av Belokrys 1984. Spirorbis heliciformis ingår i släktet Spirorbis och familjen Serpulidae. Inga underarter finns listade i Catalogue of Life.